# Pole eksploatacji
Pole eksploatacji – w prawie autorskim określenie sposobu, w jaki może być wykorzystywany utwór. W Polsce ustawa o prawie autorskim nie definiuje tego pojęcia bezpośrednio, a jedynie wymienia przykłady pól eksploatacji, które powinny być traktowane jako odrębne, np.: druk, zapis magnetyczny, dystrybucja techniką cyfrową, najem i użyczenie, publiczne wykonanie, reemisja w mediach.
Zgodnie z polskim prawem autorskim autor utworu ma, co do zasady, jako jedyny prawo zezwalać na użycie swojego utworu na określonych przez siebie polach eksploatacji. Ponadto umowy o przeniesienie majątkowych praw autorskich winny wyraźnie wymieniać pola eksploatacji - jednak w razie niedopełnienia tego wymogu umowa jest ważna, a sposób korzystania z utworu powinien być zgodny z charakterem i przeznaczeniem utworu oraz przyjętymi zwyczajami. Umowa nie może zawierać klauzuli przekazania praw na wszystkie (bez wymienienia choć części z nich) ani na przyszłe (nieznane w chwili zawarcia umowy) pola eksploatacji.